# ۲۲ شکارچی
۲۲ شکارچی (انگلیسی: 22 Orionis) یک ستاره دوتایی در صورت فلکی شکارچی است. این ستاره به عنوان یک ستاره کم رنگ و آبی-سفید با قدر بصری ظاهری ۴٫۷۴ برای چشم غیر مسلح قابل مشاهده است و در فاصله تقریبی ۱۱۰۰ سال نوری از خورشید قرار دارد.